# Викиншко доба у Естонији
 Викиншко доба у Естонији је део Викиншког доба (793–1066. н.е.). У то време то није била јединствена држава, а подручје древне Естоније било је подељено између слабо повезаних савезничких региона. Претходило је бронзано и старије гвоздено доба у Естонији, током којих се развило аграрно друштво, период миграција (450–550 н.е.) и доба пре Викинга (550–800 н.е.) до доба Викинга које је трајало између 800–1050. Често се сматра да је то део периода гвозденог доба које је почело око 400. године нове ере и завршило се око 1200. године, убрзо након што је у Еричкој хроници забележено да су естонски Викинзи опљачкали Сигтуну 1187.
Друштво, привреда, насеља и култура територије данашње Естоније проучавају се углавном кроз археолошке изворе. Сматра се да је ово доба било период брзих промена. Естонска сељачка култура настала је крајем викиншког доба. Свеукупно схватање доба Викинга у Естонији се сматра фрагментарним и површним, због ограничене количине сачуваног изворног материјала. Главни извори за разумевање периода су остаци фарми и тврђава тог доба, гробља и велика количина ископаних предмета.
Пејзаж древне Естоније садржао је бројне градине, неке касније изграђене градине на Сареми које су биле снажно утврђене током Викиншког доба па све до 12. века. Подручја северне и западне Естоније припадала су скандинавској културној сфери током Викиншког доба. На обали Сареме постојао је низ касних праисторијских или средњовековних лука, али није пронађена ниједна која би била довољно велика да би била међународни трговачки центар. Естонска острва такође имају известан број гробова из викиншког доба, појединачних и колективних, са оружјем и накитом. Оружје пронађено у гробовима из естонског викиншког доба уобичајено је за врсте пронађене широм северне Европе и Скандинавије.

## Писани извори
Дански историчар Саксо Граматикус описује становнике Естоније и Курше као учеснике у бици код Бравале на страни Швеђана против Данаца, којима су помагали Ливонци и Венди из Помераније. Балтичка племена — односно Летонци и Литванци — Саксо не помиње као учеснике у борби.
Исландски историчар Снори Стурлусон у својој  Инглинга саги приповеда како је шведски краљ Ингвар (7. век), син Остена и велики ратник, био приморан да патролира обалама свог краљевства борећи се са гусарима из Естоније. Сага говори о његовој инвазији на Естонију где је пао у бици против људи из Estland-а. После битке, краљ Ингвар је сахрањен близу морске обале у Естонији и Швеђани су се вратили кући.
Према Хеимскрингла сагама, најпознатијим краљевским сагама старих Нормана, 967. године норвешка краљица Астрид је са својим сином, касније краљем Норвешке Улафом Тригвасоном, побегла из своје домовине у Новгород где је њен брат Сигурд имао почасни положај на двору кнеза Владимира. На свом путовању, „викинзи из Естоније“ су упали на брод, убили неке чланове посаде, а друге одвели у ропство. Шест година касније, када је Сигурд Еириксон отпутовао у Естонију да наплати порез у име Валдемара, приметио је Улафа на пијаци на Сареми и платио његову слободу.
Битка између естонских и исландских Викинга код Сареме описана је у исландској Њаловој саги, где се наводи да се догодила 972. године нове ере.
Око 1008. године, Улаф II Харалдсон, касније краљ Норвешке, искрцао се на Сарему. Локално становништво, изненађено, прво је покушало да преговара о захтевима краља и његових људи, али су онда окупили војску и сукобили се с њима. Ипак, Улаф (који је тада имао 12 или 13 година) је добио битку.
Око 1030. године, поглавица шведских Викинга по имену Фреигеир је можда погинуо у бици на Сареми.

У зиму 1219. године, Сарема је била нападнута од стране старих Литванаца који су вршили рације и пљачкали његове становнике ради плена, стоке и робова. Према историјским римованим изворима:
„Обманути својом храброшћу / Прошли су сву земљу [. . . ] / Сви путеви, а и трагови / Били су прекривени крвљу [. . . ] / Учили су народ како да умире / И мушкарце и жене / Да само нису успели да побегну.” 
Ливонска хроника описује становнике Естоније како су користили две врсте бродова, пиратику и либурну. Први је био ратни брод, а други углавном трговачки брод. Пиратика је могла да носи око 30 људи и имала је висок прамац у облику змаја или змијске главе, као и четвороугаоно једро.

## Економија
У доба Викинга, главни извоз са подручја Естоније било је гвожђе. У Естонији се сировина гвожђа у облику барског гвожђа налази на неколико места. Процењује се да је извоз гвожђа из Естоније почео пре последњег гвозденог доба.
Као и на другим локацијама у северној Европи током Викиншког доба, мачеви и копља су се производили у Естонији. Петерсенова сечива К типа су била најбројнија у Естонији током 10. века, а пронађени су и Петерсенови врхови копаља типа М.

## Археологија
Благо викиншког доба из Естоније углавном садржи сребрне новчиће и полуге. У поређењу са својим блиским суседима, Сарема има најбогатије налазе викиншког блага после Готланда у Шведској. Ово снажно сугерише да је Естонија била важна транзитна земља током ере Викинга.
Естонија представља једну од најбогатијих територија у северној Европи са новчићима из 11. и 12. века. Најранији новчићи пронађени у Естонији су арапски дирхами из 8. века. Највећа налазишта новчића из викиншког доба пронађена у Естонији налазе се у Мајдли и Косеу. Од 1500 кованица објављених у каталозима, 1000 је англосаксонских.
2008. и 2010. године у близини села Салме на Сареми откривена су два брода скандинавског порекла направљена методом клинкера. Названи  Салме бродови, оба пловила су коришћена за сахрањивање око 700–750. године нове ере у нордијском гвозденом добу и садржала су остатке више од 40 ратника погинулих у борби, као и бројно оружје и друге артефакте.
Током викиншког доба у Естонији, подручје Естоније било је подељено између две различите културне области – северне и западне Естоније и југоисточне Естоније. Северна и западна Естонија које су чиниле 2/3 Естоније и биле су густо насељене, и укључујући Сарему, сматрале су се у скандинавским културним подручјем.
Закопани бродови у Салмеу тумачени су као гробови мушкараца који су допутовали у Сарему из Шведске, на основу тога што су све оружје и други артефакти били типично шведског типа, али ископавања култног места у Видумае на Сареми (20 км од Салмеа), почев од 2014. године, налазишту које је датовано у 7. и 8. век, односно пре и нешто после сахрањивања бродова Салме, бацило је ново светло на то, будући да је велики број оружја и других предмета исте врсте као што су они пронађени у Салмеу пронађено на култном месту, у јасно локалном контексту са великим бројем прибадача за одећу локалног типа, али са типичним скандинавским украсима, који показују да су исте врсте оружја биле у локалној употреби. Одавно је познато да се у 10. веку оружје и други атрибути које су користили ратници на Сареми нису разликовали од оних у Шведској, али налази у Видумаеу, заједно са појавом новог типа гробова на Сареми око 650. године нове ере, указују на значајан шведски утицај на културу Сареме већ пре 10. века.

## Популација
Становништво древне Естоније у касном гвозденом добу, око 1100. године нове ере, процењује се на 150.000, са горњим проценама око 180.000. Ово је петоструко повећање у односу на приближно 30.000 становника исте области током римског гвозденог доба, око 400. године нове ере. Поређења ради, процењује се да је становништво Норвешке између 1000. године и 1100. године наше ере износило око 200.000 људи.
Сматра се да су финска племена живела и у северној, западној и југоисточној Естонији око 1000. године нове ере. Такође се помиње могуће нордијско насеље у Харјуми у 11. веку.
Становници Естоније из викиншког доба сматрају се директним прецима данашњих Естонаца. Андрес Тваури је прокоментарисао питање етничке припадности: 
Уверен сам да је савремени естонски национални идентитет производ догађаја и идеологија 18.–19. века. Истовремено, нема сумње да су људи који су населили Естонију у другој половини првог миленијума директни преци данашњих Естонаца.

## Култура
Током викиншког доба, подручје Естоније било је подељено између две различите културне области – северне и западне Естоније и југоисточне Естоније. Сматра се да су области северне и западне Естоније у то време припадале скандинавском културном подручју. Северна и западна Естонија су се, генерално, поклапале са областима историјских покрајина Сарема, Ланема, Харјума и Вирума. Скандинавски писани извори сугеришу да су се четири области јасно разликовале у очима Скандинаваца, који су за сваку користили одвојена имена: Eysysla за Саарему, Adalsysla за Ланему, Refaland за Харјуму и Virland за Вируму. Историјски израз Сарема обухватао је сва острва у западној Естонији, а не само једно острво Сарема за које се тај израз данас користи.

## Архитектура
У Естонији је познато 41 утврђење из друге половине првог миленијума. 37 од њих је изграђено и/или је било у употреби током превикиншког и викиншког доба. У северозападној Естонији, утврђење које је најтемељније истражено и коришћено током Викиншког доба је тврђава Иру. Почетак викиншког доба у Естонији може се сматрати најактивнијим периодом тврђаве. Утврђења су у почетку грађена од дрвета и песка, али су касније надограђена великим каменим бедемима на оба краја.
Утврде у Естонији из викиншког доба биле су углавном смештене у центрима насеља. Такође је јасно видљива веза између постављања утврђења и река. Ово се може објаснити чињеницом да су реке коришћене за транспорт, као и да су падине речних обала представљале добар положај за утврде у иначе прилично равном естонском пејзажу.

### Списак места из Викиншког доба
- Иру утврђење[23]
- Коивукула Агемаги градина
- Марди градина[26]
- Трута Нахаин градина[27] [28]
- Насеље Акре Кививаре[29][30]
- Користа линамаги, Полва[31]
- Насеље језера Валгјарв, Коркула[32][33]
- Гробница Лахепера, источна Естонија[34]
- Утврђење Кеава[35]
- Јагала-Јоа IV[36]

## Прелаз
Крај викиншког доба у Естонији дефинисан је у археолошким записима следећим догађајима:
- Напуштање центара са утврђењем и насељем
- Настанак сеоских насеља
- Појава нових места за сахрањивање
- Појава већих гробаља
- Појава керамике израђене на точковима
- Појава зимске ражи у узгоју

Са успоном централизоване власти, заједно са јачањем обалске одбране у областима изложеним Викинзима, викиншки напади постали су ризичнији и мање профитабилни. Са растућим присуством хришћанства и успоном краљева и феудалним системом у Скандинавији, ови напади су потпуно престали. До 11. века, често се бележе сукоби Скандинаваца са естонским викинзима (Викингр фра Естланд), што је на крају довело до немачког, данског и шведског учешћа у северним крсташким ратовима и скандинавском освајању Естоније.
Локална племена су на крају била преплављена и прошла кроз крштење, војну окупацију и понекад истребљење од стране немачких, данских и шведских снага.